# Ardisia korthalsiana
Ardisia korthalsiana là một loài thực vật có hoa trong họ Anh thảo. Loài này được Scheff. mô tả khoa học đầu tiên năm 1867.